# Paguristes spinipes
Paguristes spinipes är en kräftdjursart som beskrevs av Alphonse Milne-Edwards 1880. Paguristes spinipes ingår i släktet Paguristes och familjen Diogenidae. Inga underarter finns listade i Catalogue of Life.